# Бабушки надвое сказали…
«Бабушки надвое сказали…» — советский художественный телефильм режиссёров Валерия Харченко и Юрия Клебанова.
Премьера состоялась 31 декабря 1979 года, в канун Нового года.

## Сюжет
Актёры Борис Владимиров и Вадим Тонков встречаются с собственными персонажами — болтливыми старушками Вероникой Маврикиевной и Авдотьей Никитичной. Решив, что они просто переутомились, актёры уезжают на Юг, где им нужно выступать на Олимпийском фестивале. Бабушки, прихватив с собой странноватого изобретателя, отправляются за ними…

## В ролях

### Актёры
- Борис Владимиров — в роли самого себя / Авдотья Никитична
- Вадим Тонков — в роли самого себя / Вероника Маврикиевна
- Владимир Басов — Михаил, изобретатель телепортёра
- Николай Рыбников — инспектор ГАИ
- Николай Бурляев — водитель почтовой машины
- Наталья Бондарчук — администратор гостиницы
- Евгений Весник — Юрий Сергеевич, директор цирка
- Олег Анофриев — милиционер
- Борис Ципурия — постоялец гостиницы с сыновьями
- Евгений Моргунов — повар в ресторане гостиницы
- Клара Белова — Вера, секретарша директора цирка
- Женя Милаев — циркачонок
- Лев Шимелов
- Александр Чиненков — устроитель фестиваля
- Людмила Барыкина — стильная курортница
- Александр Буйнов — фотограф

### Эстрадные исполнители (камео)
- Лев Лещенко
- Татьяна Лейбель и Владимир Никольский (танцевальный дуэт)
- Играф Иошка, Георгий Квик и Валентина Пономарёва (трио «Ромэн»)
- Михаил Боярский
- Ирина Мирошниченко
- Алла Пугачёва